# Malachi Corley
Malachi Corley (Orange City, 21 marzo 2002) è un giocatore di football americano statunitense che milita nel ruolo di wide receiver per i New York Jets della National Football League (NFL).

## Carriera universitaria
Corley fu reclutato per giocare come cornerback alla Western Kentucky University ma fu spostato nel ruolo di wide receiver durante gli allenamenti pre-stagionali. Nella sua prima stagione disputò 9 partite, ricevendo 6 passaggi per 65 yard. Nel 2021 totalizzò 73 ricezioni per 691 yard e 7 touchdown. Nel 2022 fu inserito nella formazione ideale della Conference USA dopo avere ricevuto 101 passaggi per 1.295 yard e 11 touchdown. Nell’ultima stagione, nel 2023, fu nuovamente inserito nella formazione ideale della conference.

## Carriera professionistica

### New York Jets
Corley fu scelto nel corso del terzo giro (65º assoluto) del Draft NFL 2024 dai New York Jets. Debuttò come professionista subentrando nel Monday Night Football del primo turno contro i San Francisco 49ers. La settimana successiva ricevette il primo passaggio da 4 yard dal quarterback Aaron Rodgers contro i Tennessee Titans. La sua prima stagione si chiuse con 3 ricezioni per 16 yard in 9 presenze, di cui una come titolare.